# Міжнародна організація
Міжнародна міжурядова організація (англ. International Intergovernmental Organization (IIGO's)), найчастіше асоціюється із терміном Міжнародна організація — об'єднання трьох або більше незалежних держав, їхніх урядів, інших міжурядових організацій, спрямоване на вирішення певних спільних питань чи організації проектів. Уряди діють від імені своєї держави і представляють її інтереси, дотримуючись поваги її суверенітету.
Міжнародні міжурядові організації часто називають міжнародними організаціями, хоча останніми можуть називатися також і міжнародні неурядові організації (INGOs), такі як міжнародні неприбуткові організації, чи мультинаціональні корпорації. Міжнародні міжурядові організації є важливим суб'єктом в публічному міжнародному праві, починають діяти після підписання певного взаємного договору, ратифікованого державами-учасниками.
Міністерство закордонних справ України відповідає за ведення Єдиного державного реєстру міжнародних організацій, членом яких є Україна.

## Ознаки
1. членство 3-х і більше країн;
2. наявність установчого міжнародного договору;
3. постійні органи і штаб-квартира;
4. повага суверенітету членів-держав;
5. невтручання організації у внутрішні справи країн - членів організації;
6. встановлення порядку, прийняття рішень і їх юридичної сили;

Функції міжнародних організацій
Міжнародні організації виконують, як правило, такі основні функції:
1) вони є інструментами зовнішньої політики окремих держав;
2) арена для дискусій членів організації;
3) у межах своєї компетенції беруть участь у створенні юридичних норм;
4) слугують одним з найважливіших каналів міжнародної соціалізації для держав, що прагнуть вступити до них;
5) беруть участь у регулюванні тієї чи іншої форми світогосподарських зв'язків.

## Класифікація
- За предметом діяльності — політичні, економічні, кредитно-фінансові, з питань торгівлі, охорони здоров'я, культури та ін.
- За колом учасників — універсальні, регіональні.
- За порядком прийому нових членів — відкриті, закриті.
- За цілями та принципами діяльності — з загальною компетенцією, зі спеціальною компетенцією.
- За кількістю членів — всесвітні, групові.

## Міжнародні організації
Загальнополітичні організації: Організація Об'єднаних Націй (ООН), Ліга Арабських Держав (ЛАД), Організація Американських Держав (ОАД), Організація Африканської Єдності (ОАЄ), Азіатсько-Тихоокеанська Рада (АЗПАК).
Військово-політичні організації: Організація Північноатлантичного договору (НАТО), Західноєвропейський союз (ЗЄС), АНЗЮС
Міжнародні економічні об'єднання: Світова організація торгівлі (СОТ), Організація країн-експортерів нафти (ОПЕК), Організація чорноморського економічного співробітництва (ОЧЕС), НАФТА.
Регіональні організації: Європейський Союз (ЄС), Співдружність Незалежних Держав (СНД), Організація за демократію та економічний розвиток ГУАМ (ГУАМ), Центральноєвропейська ініціатива (ЦЄІ).
Валютно-фінансові організації: Міжнародний банк реконструкції та розвитку (МБРР), Міжнародний Валютний Фонд (МВФ).
- ВООЗ
- Європейський банк реконструкції та розвитку
- МАГАТЕ
- МОП
- ОБСЄ
- РЄ
- ЮНЕСКО
- Світова організація інтелектуальної власності (World Intellectual Property Organization)
- EURACOAL
- ООН
- ЄС
- NATO